# La Marseillaise 1982
De 3e editie van de La Marseillaise werd gehouden op 1 februari 1982 in Frankrijk. De wielerwedstrijd ging over 124 kilometer en werd gewonnen door de Fransman Bernard Hinault gevolgd door Ad Wijnands en Pierre-Henri Menthéour.

## Uitslag
| La Marseillaise 1982 |                        |                    |          |
| Plaats               | Naam                   | Ploeg              | Tijd     |
| Winnaar              | Bernard Hinault        | Renault-Elf-Gitane | 2u54'02" |
| 2                    | Ad Wijnands            | TI-Raleigh         | z.t.     |
| 3                    | Pierre-Henri Menthéour | Coop-Mercier-Mavic | z.t.     |
| 4                    | Serge Beucherie        | Sem-France Loire   | z.t.     |
| 5                    | Hubert Seiz            | Cilo-Aufina        | z.t.     |
| 6                    | Alain Vigneron         | Renault-Elf-Gitane | z.t.     |
| 7                    | Ludo Peeters           | TI-Raleigh         | z.t.     |
| 8                    | Laurent Fignon         | Renault-Elf-Gitane | +6'50"   |
| 9                    | Eric Dall'Armellina    | Sem-France Loire   | +7'02"   |
| 10                   | Marcel Russenberger    | Cilo-Aufina        | z.t.     |

1980 · 1981 · 1982 · 1983 · 1984 · 1985 · 1986 · 1987 · 1988 · 1989 · 1990 · 1991 · 1992 · 1993 · 1994 · 1995 · 1996 · 1997 · 1998 · 1999 · 2000 · 2001 · 2002 · 2003 · 2004 · 2005 · 2006 · 2007 · 2008 · 2009 · 2010 · 2011 · 2012 · 2013 · 2014 · 2015 · 2016 · 2017 · 2018 · 2019 · 2020 · 2021 · 2022 · 2023 · 2024 · 2025